# One Day at a Time (serie de televisión de 1975)
One Day at a Time es una sitcom de televisión estadounidense creada por Whitney Blake, Norman Lear y Allan Manings, que se emitió en CBS desde el 16 de diciembre de 1975 hasta el 28 de mayo de 1984. Fue protagonizada por Bonnie Franklin como una madre divorciada que cría a dos hijas adolescentes, interpretadas por Mackenzie Phillips y Valerie Bertinelli, en Indianápolis.

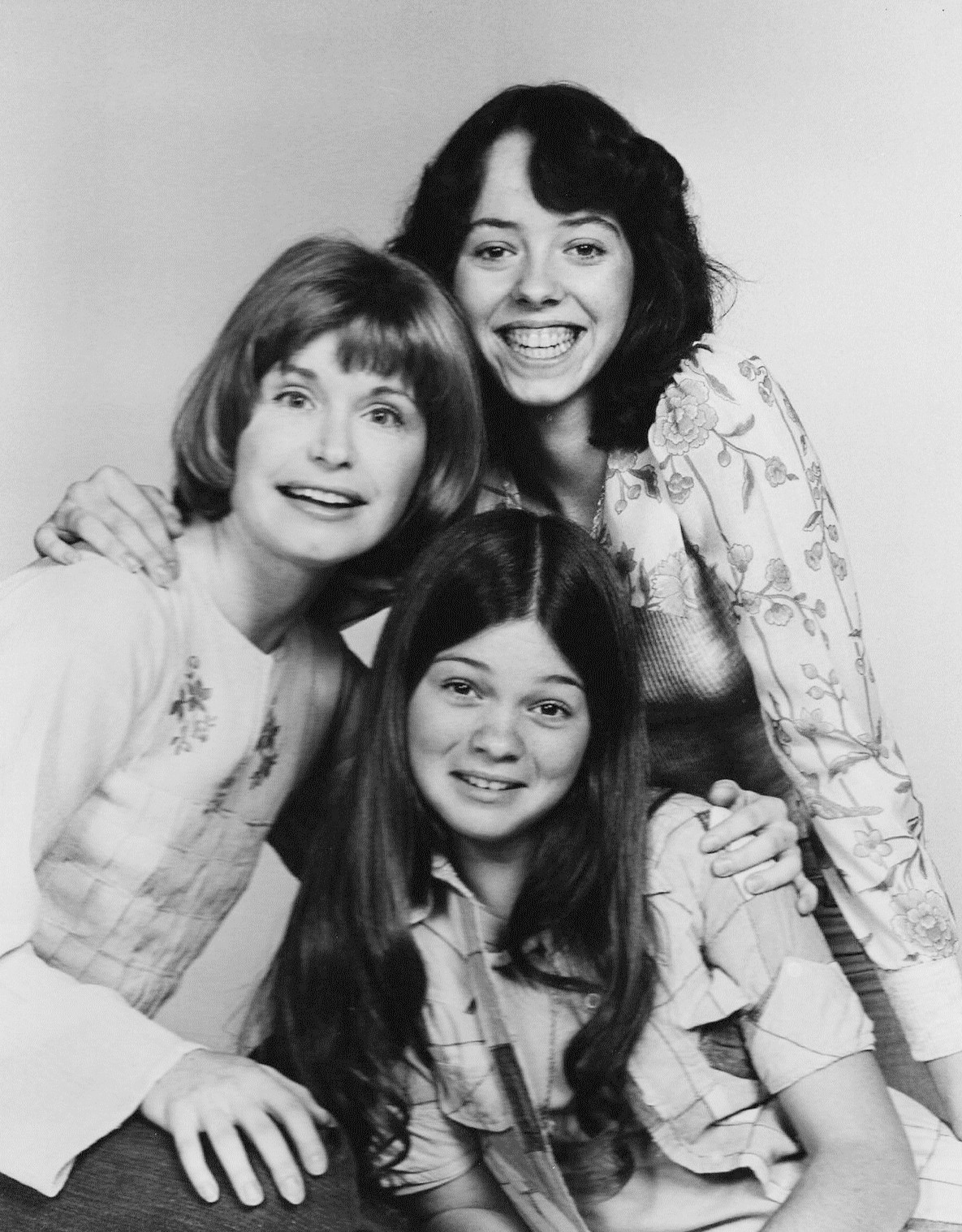
Bonnie Franklin, Mackenzie Phillips, y Valerie Bertinelli

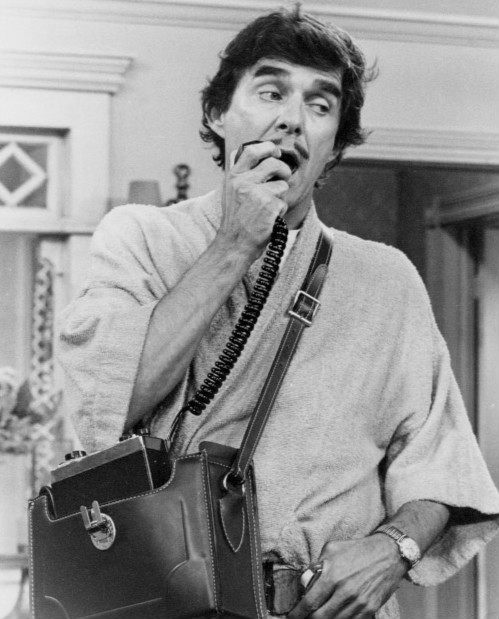
Pat Harrington Jr. (1976)

## Antecedentes
La serie fue creada por Whitney Blake y Allan Manings, un dúo de escritores formado por marido y mujer que habían sido actores en las décadas de 1950 y 1960. La serie se basó en la propia vida de Whitney Blake como madre soltera que crio a sus tres hijos (incluida la futura actriz Meredith Baxter) después de su divorcio de su primer marido.

## Sinopsis
La madre divorciada Ann Romano se muda con sus hijas adolescentes, la rebelde Julie y la bromista Barbara, de su casa en Logansport, Indiana, a Indianápolis. Ann con frecuencia lucha por mantener su papel de madre mientras les brinda a sus hijas la libertad que nunca tuvo cuando era joven. Dwayne Schneider, el superintendente del edificio, generalmente brinda consejos no deseados a los inquilinos, especialmente a Ann.
Ann sale con su abogado de divorcios, David Kane, y se comprometen, pero el día de su boda David dice que quiere tener hijos; Ann no está de acuerdo en ser madre nuevamente, por lo que cancelan la boda.
Después de que David consigue un trabajo en Los Ángeles, el programa se centra en los dilemas de Ann como madre soltera y mujer profesional, así como en los dolores de crecimiento de las niñas, y Schneider se convierte en una parte más bienvenida de la familia.

## Elenco
| Actor/Actriz       | Personaje            |
| ------------------ | -------------------- |
| Bonnie Franklin    | Ann Romano           |
| Mackenzie Phillips | Julie Cooper Horvath |
| Richard Masur      | David Kane           |
| Valerie Bertinelli | Barbara Cooper Royer |
| Pat Harrington Jr. | Dwayne Schneider     |
| Mary Louise Wilson | Ginny Wroblicki      |
| Michael Lembeck    | Max Horvath          |
| Ron Rifkin         | Nick Handris         |
| Glenn Scarpelli    | Alex Handris         |
| Boyd Gaines        | Mark Royer           |
| Shelley Fabares    | Francine Webster     |
| Nanette Fabray     | Katherine Romano     |
| Howard Hesseman    | Sam Royer            |

## Premios y nominaciones
- Premios Globo de Oro de 1979
  - Mejor Actor de Reparto en Serie de Comedia - Pat Harrington Jr. (Nominado)
- Young Artist Awards de 1981
  - Mejor comediante juvenil - Valerie Bertinelli (Nominada)
- Premios Globo de Oro de 1981
  - Mejor Actriz de Reparto en Serie o Miniserie - Valerie Bertinelli (Nominada)
  - Mejor Actor de Reparto en Serie o Miniserie - Pat Harrington Jr. (Nominado)
- Premios Emmy de 1982
  - Mejor Director en Serie de Comedia - Alan Rafkin (Ganador)
  - Mejor Actriz en Serie de Comedia - Bonnie Franklin (Nominada)
- Premios Globo de Oro de 1982
  - Mejor Actriz de Reparto en Serie o Miniserie - Valerie Bertinelli (Ganadora)
  - Mejor Actriz en Serie de Comedia - Bonnie Franklin (Nominada)
  - Mejor Actor de Reparto en Serie o Miniserie - Pat Harrington Jr. (Nominado)
- Premios Emmy de 1984
  - Mejor Actor de Reparto en Serie de Comedia - Pat Harrington Jr. (Ganador)